# Классик Луар-Атлантик
Классик Луар-Атлантик (фр. Classic Loire-Atlantique) — шоссейная однодневная велогонка по дорогам французского департамента Атлантическая Луара.

## История
Гонка была основана в 2000 году как любительская. В 2003 году стала профессиональным соревнованием, а в 2005 году вошла в календарь Европейского тура UCI, получив категорию 1.2, в 2011 году повышенную до 1.1.
С 2012 года является одной из гонок Велошоссейного кубка Франции.

## Призёры
| Год  | Победитель             | Второй            | Третий             |         |
| ---- | ---------------------- | ----------------- | ------------------ | ------- |
| 2000 | Фредерик Делаланде     | Эммануэль Маллет  | Жиль Кануэ         |         |
| 2001 | Nicolas L'Hôte         | Эрки Пютсеп       | Джонатан Дайус     |         |
| 2002 | Rune Jogert            | Людовик Русселот  | Ллойд Мондори      |         |
| 2003 | Томас Фёклер           | Антони Шарту      | Себастьян Ино      |         |
| 2004 | Эрки Пютсеп            | Дени Робин        | Franck Pencolé     |         |
| 2005 | Хосе Альберто Мартинес | Alberto Benito    | Александр Усов     |         |
| 2006 | Сергей Колесников      | Noan Lelarge      | Матье Друджон      |         |
| 2007 | Николя Жалабер         | Юрий Трофимов     | Пётр Зелинский     |         |
| 2008 | Микель Гастаньяга      | Джимми Каспер     | Фредерик Фино      |         |
| 2009 | Сириль Бесси           | Микаэль Рейс      | Давид Ле Лай       |         |
| 2010 | Лорен Мангель          | Ренауд Дион       | Пьеррик Федриго    |         |
| 2011 | Лиуве Вестра           | Берт Схейрлинкс   | Йохан Какиль       |         |
| 2012 | Флориан Вашон          | Мирко Сельваджи   | Себастьян Дельфосс |         |
| 2013 | Эдвиг Каммарц          | Евгений Гутарович | Лоран Пишон        |         |
| 2014 | Алексис Гужар          | Кеннет Ванбилсен  | Веслей Кредер      |         |
| 2015 | Алексис Гужар          | Марко Маркато     | Антони Делаплас    |         |
| 2016 | Антони Тюржис          | Лоик Шету         | Кевин Ладаноис     |         |
| 2017 | Лоран Пишон            | Тома Буда         | Уго Хофстеттер     |         |
| 2018 | Расмус Кристиан Кводе  | Даниэль Хуэльгор  | Арминдо Фонсека    |         |
| 2019 | Руди Барбье            | Марк Сарро        | Рори Таунсенд      |         |
| 2020 | отменён                | отменён           | отменён            | отменён |
| 2021 | Алан Риу               | Валантен Мадуа    | Дориан Годон       |         |
| 2022 | Антони Перес           | Льюис Аски        | Матис Лоувел       |         |
| 2023 | Аксель Зингле          | Лоренс Пити       | Майкел Зийлард     |         |
| 2024 | Поль Лапейра           | Том Ван Асбрук    | Эмануэль Морин     |         |
| 2025 | отменён                | отменён           | отменён            | отменён |

## Рекорд побед

### По странам
| Побед | Страна                                                     |
| ----- | ---------------------------------------------------------- |
| 12    | Франция                                                    |
| 2     | Испания                                                    |
| 1     | Бельгия · Дания · Эстония · Нидерланды · Норвегия · Россия |